# Sindre Fjellheim Jorde
Sindre Fjellheim Jorde (* 13. Februar 1996) ist ein norwegischer Biathlet, Skilangläufer und ehemaliger Radrennfahrer. Er ist dreifacher Sieger im IBU-Cup.

## Sportliche Laufbahn
Sindre Jorde bestritt seine ersten internationalen Meisterschaften bei den Junioreneuropameisterschaften 2017 in Nové Město na Moravě, erreichte aber mit den Rängen 50 und 30 in Sprint und Verfolgung keine bemerkenswerten Ergebnisse. Im folgenden Jahr gewann er zusammen mit den noch um ein Jahr jüngeren Johannes Dale, Endre Strømsheim und Sturla Holm Lægreid für Oslo og Akershus die Silbermedaille bei den norwegischen Meisterschaften. Weitere Auftritte erfolgten erst im Dezember 2019, als Jorde in Obertilliach sein Debüt im IBU-Cup gab und im kurzen Einzel auf Anhieb Rang 6 erzielte. Im Verlauf der Saison lief er fünf weitere Male unter die besten Zehn und erzielte an der Seite von Karoline Erdal im Single-Mixed-Rennen von Obertilliach seinen ersten Podestplatz. Weiterhin nahm der Norweger an seinen ersten Europameisterschaften teil und wurde 18. im Supersprint. Nach einer weiteren Saison im Norgescup wurde Jorde im Januar 2022 wieder im IBU-Cup eingesetzt und fuhr in Osrblie sogleich seinen ersten Sieg ein. Da die norwegische A-Mannschaft in Vorbereitung auf die Olympischen Spiele eine Weltcupstation ausließ, kam der 25-Jährige daraufhin in Ruhpolding zu seinem ersten Weltcupeinsatz. Das Sprintrennen schloss er nach drei Schießfehlern allerdings nur als 79. der 114 Starter ab. Auch im Winter 2022/23 wurde der Norweger erst im Januar auf der Pokljuka in das IBU-Cup-Aufgebot berufen, hatte aber mit zwei Wettkampfsiegen sofort großen Erfolg. Daraufhin nahm er erneut an der EM teil und lief auf die Ränge sieben und acht in Einzel und Verfolgung. Ähnlich verlief auch die Folgesaison. Jorde bestritt im IBU-Cup lediglich die letzten beiden Wettkampfwochenenden in Obertilliach, erzielte zwei Podestplatzierungen und siegte mit der Mixedstaffel, wobei er zusammen mit seinen Teamkollegen die Kurszeiten dominierte. Im Winter 2024/25 bekam er nur drei IBU-Cup-Renneinsätze zu Saisonbeginn und wurde nach den Platzierungen 31, zwölf und neun wieder aus dem Aufgebot genommen.
Jorde nahm im Juni 2015 an den nationalen Straßenradsportmeisterschaften teil, beendete aber weder das Einzelzeitfahren noch den Massenstart. Zudem startet er seit 2013 bei verschiedenen Skilanglaufbewerben und ist in dieser Sportart speziell in Marathonrennen der Worldloppet-Tour erfolgreich. Beispielsweise erzielte er im Februar 2022 beim Skarverennet über 37 Kilometer den 12. Platz und ließ unter anderem Harald Østberg Amundsen und Pål Golberg hinter sich.

## Statistiken

### Weltcupplatzierungen
Die Tabelle zeigt alle Platzierungen (je nach Austragungsjahr einschließlich Olympische Spiele und Weltmeisterschaften).
- 1.–3. Platz: Anzahl der Podiumsplatzierungen
- Top 10: Anzahl der Platzierungen unter den ersten zehn (einschließlich Podium)
- Punkteränge: Anzahl der Platzierungen innerhalb der Punkteränge (einschließlich Podium und Top 10)
- Starts: Anzahl gelaufener Rennen in der jeweiligen Disziplin
- Staffel: inklusive Mixed- und Single-Mixed-Staffeln

| Platzierung               | Einzel | Sprint | Verfolgung | Massenstart | Staffel | Gesamt |
| ------------------------- | ------ | ------ | ---------- | ----------- | ------- | ------ |
| 1. Platz                  |        |        |            |             |         |        |
| 2. Platz                  |        |        |            |             |         |        |
| 3. Platz                  |        |        |            |             |         |        |
| Top 10                    |        |        |            |             |         |        |
| Punkteränge               |        |        |            |             |         |        |
| Starts                    |        | 1      |            |             |         | 1      |
| Stand: Saisonende 2021/22 |        |        |            |             |         |        |

### IBU-Cup-Siege
| Nr. | Datum         | Ort          | Disziplin      |
| --- | ------------- | ------------ | -------------- |
| 1.  | 9. Jan. 2022  | Osrblie      | Sprint         |
| 2.  | 13. Jan. 2023 | Pokljuka     | Kurzeinzel     |
| 3.  | 14. Jan. 2023 | Pokljuka     | Sprint         |
| 4.  | 3. März 2024  | Obertilliach | Mixedstaffel 1 |